# Balkanfeldzüge des Maurikios
Die Balkanfeldzüge des Maurikios waren eine Serie von Feldzügen, die der oströmische Kaiser Maurikios (reg. 582–602) unternahm, um die oströmischen Balkanprovinzen gegen Awaren und Slawen zu verteidigen.
Obwohl bereits Justinian (527 bis 565) versucht hatte, die unsicheren Donauprovinzen durch ein großes Festungsbauprogramm zu stabilisieren, war Maurikios (Mauricius) neben Anastasius (491 bis 518) der einzige spätantike Kaiser, der im Rahmen seiner Möglichkeiten eine konsequente Balkanpolitik betrieb und dem Versuch einer Sicherung der Nordgrenze des Reiches gegen die Plünderungszüge von Völkern aus dem Barbaricum die nötige Aufmerksamkeit schenkte. In der zweiten Hälfte seiner Regierungszeit (ab 591) konnte er sich aufgrund eines vorläufigen Friedensschlusses mit Persien außenpolitisch auf die Balkanregion konzentrieren und agierte dort insgesamt recht erfolgreich.
Weit verbreitet, aber falsch ist die Annahme, dass die Feldzüge des Maurikios auf dem Balkan nur ein letztes Aufbäumen des Imperiums gewesen seien und dass die römische Herrschaft auf dem Balkan unmittelbar nach dem Sturz von Maurikios 602 zusammengebrochen sei.
Maurikios war zuletzt vielmehr auf gutem Wege, den ständigen Invasionen Einhalt zu gebieten, eine dauerhafte Landnahme der Slawen auf dem Balkan zu verhindern und die spätantike Ordnung dort zu erhalten. Er hatte mit seinen langwierigen Feldzügen Erfolg, abgesehen von einem Rückschlag 597/598. Sein Werk wurde jedoch durch die politischen Wirren nach seinem Sturz zunichtegemacht. Rückblickend war dies der Abschluss der über Jahrhunderte geführten römischen Abwehrfeldzüge gegen sogenannte Barbaren an Rhein und Donau. Zumindest in Bezug auf die Slawen handelte es sich dabei um einen Kampf gegen nichtstaatliche Bedrohung mit asymmetrischer Kriegsführung. Im Ergebnis verzögerten Maurikios und vielleicht auch sein Nachfolger Phokas die slawische Landnahme über zwei Jahrzehnte, bis die oströmische Herrschaft südlich der Donau aus anderen Gründen kollabiert war.

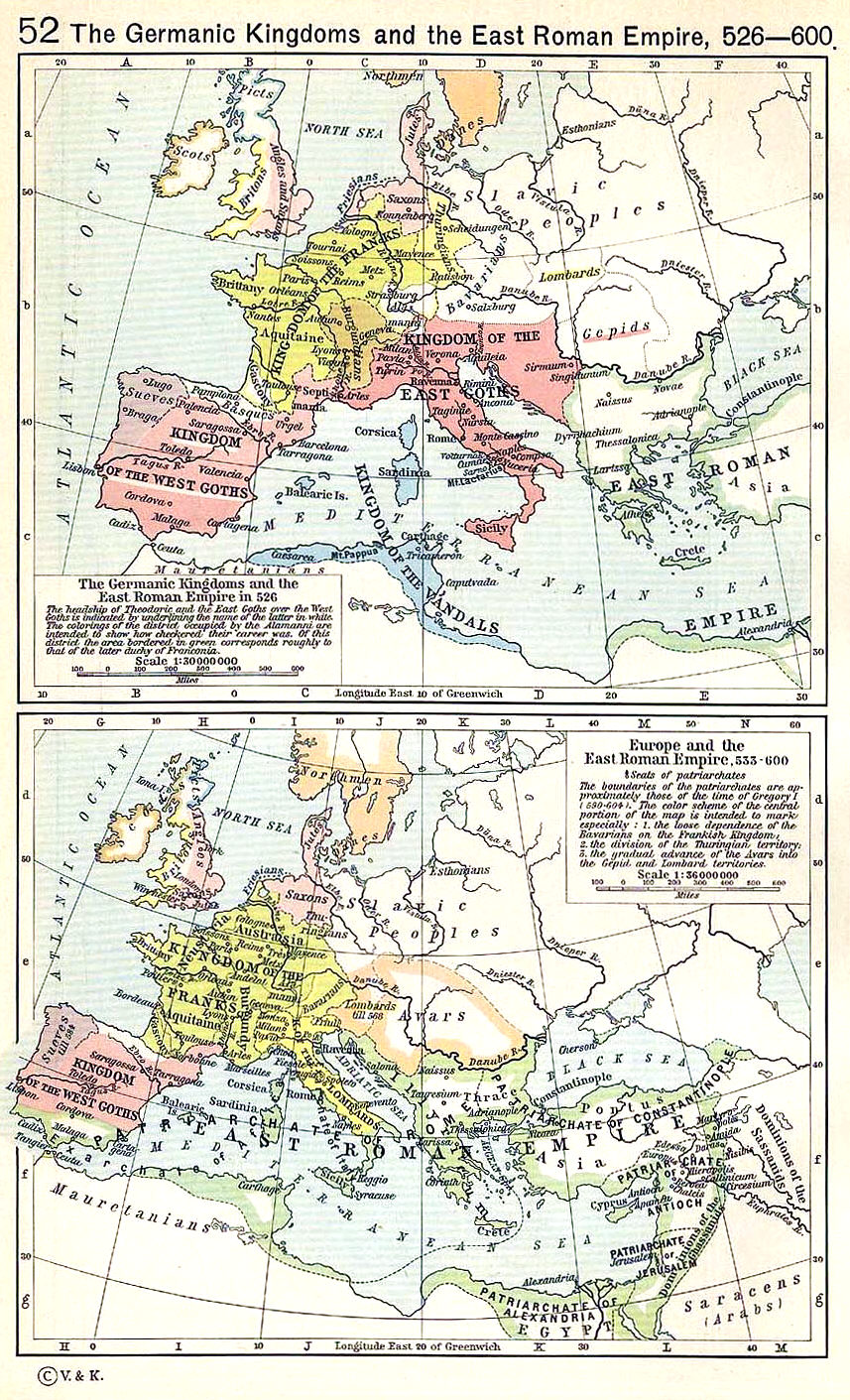
Das oströmische Reich von ca. 526–600

## Lage auf dem Balkan bis 582
Als Maurikios den Thron bestieg, fand er auf dem Balkan die wohl größten „Altlasten“ seiner Vorgänger vor. Bereits Justinian vernachlässigte die Balkanverteidigung gegen die Slawen und andere Barbarenvölker, die seit etwa 500 die Grenze an der Donau bedrohten und die Balkanprovinzen plünderten. Er setzte zwar den Donaulimes instand, verzichtete aber auf Feldzüge gegen die Slawen zugunsten einer Politik, die sich notgedrungen auf den Orient (Persien) und den Westen konzentrierte. Sein Neffe und Nachfolger Justin II. erreichte eine Annäherung an die Awaren, unterstützte sie mit Jahrgeldern und spielte sie gegen die Gepiden und gegen die Slawen aus. Ziel war es, auf diese Weise eine indirekte Kontrolle der vielen kleinen, dezentral operierenden Gruppen im Barbaricum zu etablieren. Er erreichte aber mit dieser typisch römischen Politik nur, dass sich mit dem Awarenkhaganat ein Herrschaftsgebilde etablieren konnte, das für das Imperium Romanum eine ungleich größere Bedrohung als die Gepiden und Slawen darstellte: In gewisser Weise wiederholte sich damit das, was auch in der Mitte des 5. Jahrhunderts geschehen war, als die Römer versucht hatten, die Donaugrenze mit Hilfe der Hunnen unter Attila zu stabilisieren.
Hinzu kam, dass die Awaren während ihrer Feldzüge gegen die Slawen auch auf römisches Gebiet vordrangen und Begehrlichkeiten entwickelten sowie detaillierte Ortskenntnisse erwarben. Ein von Justin II. 572 vom Zaun gebrochener und sich hinziehender Krieg mit den persischen Sassaniden band einen Großteil der Kräfte, die eigentlich zur Sicherung des Balkans erforderlich gewesen wären. Sein unmittelbarer Vorgänger und Adoptiv- und Schwiegervater Tiberius Constantinus wiederum hinterließ Maurikios weitgehend leere Staatskassen. So gingen die Slaweneinfälle auf dem Balkan weiter, und die Plünderer zerstörten vielerorts den spätantiken Charakter der Balkanprovinzen.
Wenige Monate vor dem Regierungsantritt des Maurikios traten diese Kämpfe in eine neue Phase, als die Awaren unter ihrem Khagan Baian mit ihren slawischen Hilfstruppen Sirmium in Pannonien einnahmen. Damit hatten sie sich eine Machtbasis südlich der Donau geschaffen, von der aus sie ungehindert auf der Balkanhalbinsel operieren konnten, zumal die Save im Vergleich zur Donau leicht zu überqueren war. Auch wenn gelegentlich die Awaren durch Tributzahlungen zunächst ruhiggestellt und zum Abzug bewogen werden konnten, brachen sie immer wieder die Friedensvereinbarungen (foedera) mit Ostrom. Die teilweise unter awarischer Oberhoheit stehenden Slawen waren nur bis zur Stammesebene organisiert. Sie zogen selbständig plündernd über die Balkanhalbinsel, zum Teil offenbar zunehmend in der Absicht, sich auf dem Balkan der awarischen Oberhoheit zu entziehen. Awaren und Slawen stellten daher zwei unterschiedliche Bedrohungen dar.

## Awaren- und Slaweneinfälle 582 bis 591

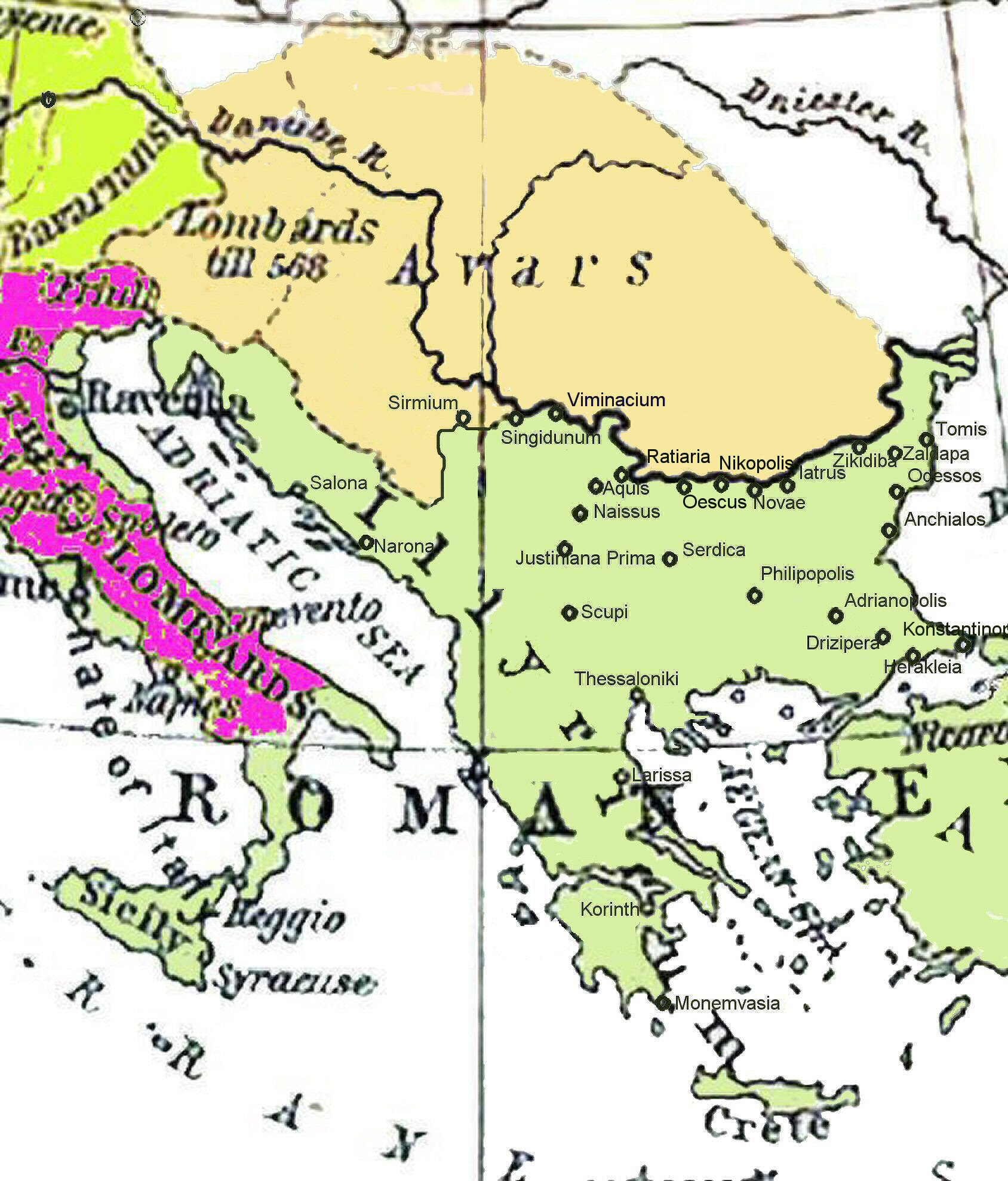
Der Balkan 582–612

Nach der Eroberung Sirmiums nahmen die slawischen Einfälle weiter zu. Vorstöße bis zur Peloponnes führten 583 zur Gründung der kaiserlichen Festung Monemvasia (siehe dazu Chronik von Monemvasia). Nachdem Maurikios 583 eine Erhöhung der Tributzahlungen abgelehnt hatte, eroberten die Awaren Singidunum (heute Belgrad) im Handstreich, da ein Teil der Bewohner außerhalb der Stadtmauern bei der Ernte beschäftigt war. Anschließend eroberten sie Viminacium, umgingen Ratiaria sowie das nahegelegene Bononia und stießen über die Via Pontica bis Anchialos am Schwarzen Meer vor. Nach der Einnahme von Aquae Calidae zogen sie in westlicher Richtung zur Via Militaris, wo sie von Komentiolos zum Abzug bewegt werden konnten, wegen erhöhter Tributzahlungen und einer Bedrohung durch die mit Ostrom verbündeten Göktürken.
Da Maurikios zunächst noch durch den von seinem Vorvorgänger Justin II. verursachten Krieg gegen das Sassanidenreich gebunden war (siehe dazu Römisch-Persische Kriege), konnte er den Awaren und Slawen auf dem Balkan lediglich hastig zusammengezogene Truppen unter dem magister militum per Thracias entgegenstellen, und zwar ab 584. Die Aufstellung von Truppen auf dem Balkan wurde durch den Umstand erschwert, dass es sich bei dem dortigen Kriegsschauplatz in den 580er Jahren um einen Verteidigungskrieg auf eigenem Boden handelte, bei dem es im Gegensatz zu dem persischen „Gegenstück“ praktisch keine Möglichkeit gab, den Wehrsold durch Plünderungen aufzubessern. Die durch diesen Umstand eher demotivierten Truppen taten sich schwer, auch nur örtliche Erfolge zu erzielen. Der Sieg des Komentiolos bei Adrianopolis um die Jahreswende 584/585 stellte eher eine Ausnahme dar und lenkte die Slawen nur nach Griechenland ab. Die Zerstörung großer Teile Athens fällt vermutlich in diesen Zeitraum.
Das Hauptaugenmerk des Kaisers musste auf der Orientfront liegen, denn die persischen Sassaniden waren letztlich weitaus gefährlichere Gegner als die plündernden Slawen und Awaren: Anders als die Einfälle an der Donau bedrohte der Perserkrieg das Überleben des Imperiums. Daher musste man die besten Truppen im Osten einsetzen und den Balkan weitgehend sich selbst überlassen. Die Lage an allen Fronten war 585 so kritisch, dass der persische Großkönig Hormizd IV. hoffte, mit einem Friedensangebot die Oströmer zur Preisgabe Armeniens zu bewegen. Da Maurikios ablehnte, musste er die Plünderungszüge der Awaren und Slawen auf dem Balkan bis auf weiteres hinnehmen und hoffen, dass er von dem grenznahen Singidunum das awarische Gebiet bedrohen und die Awaren so von weiteren Einbrüchen abhalten konnte. Tatsächlich war die römische Präsenz am Zusammenfluss von Save und Donau stark genug, um die Awaren immer wieder zum Abbruch ihrer Raubzüge zu bewegen. Vollständig unterbunden werden konnten die Feldzüge hierdurch jedoch nicht. Denn trotzdem konnten 586 awarische Angreifer Ratiaria, Oescus, Durostorum, Marcianopolis und Bononia zerstören und Thessaloniki belagern, während slawische Gruppen erneut bis zur Peloponnes vorstießen. Das zahlenmäßig unterlegene römische Heer unter Komentiolos vermied die direkte Konfrontation mit den Awaren und beschränkte sich darauf, den Vormarsch der Awaren durch Scharmützel und nächtliche Angriffe zu stören, gemäß dem Strategikon. Am Unterlauf der Donau erzielte Komentiolos 586/587 kleinere Erfolge gegen slawische Plünderer, doch scheiterten zwei Versuche des Komentiolos, den Awarenkhagan gefangen zu nehmen. Bei Tomis am Schwarzen Meer entkam der Khagan über die nahegelegene Lagunenlandschaft, während ein Hinterhalt südlich des Balkangebirges dadurch aufflog, dass ein römischer Soldat einen Eseltreiber mit den lateinischen Worten Torna, torna, fratre („Dreh dich um, Kamerad“) auf seinen schlecht beladenen Esel aufmerksam machte. Seine Worte wurden von anderen Soldaten als Aufforderung zum Rückzug missverstanden und führten zu einer Panik. Sie gelten manchmal als erster dokumentierter Satz der Rumänischen Sprache, dokumentieren aber – zumal die Quellen nichts über die Herkunft des Soldaten verraten – vor allem, dass (Vulgär-)Latein damals noch immer die Sprache der oströmischen Armee war: Torna, torna war ein Standardkommando und bedeutete „Kehrt marsch“. Als im darauffolgenden Jahr Priskos (von dem Theophylaktos Simokates übrigens ausdrücklich berichtet, er habe seine Ansprachen vor den Truppen auf Latein gehalten; Theophylakt 6,7,9) den Oberbefehl über die römischen Truppen auf dem Balkan übernahm, mündete sein erster Einsatz in Thrakien und Moesien in einem Fiasko, das die Awaren sogar zu einem Vorstoß bis an das Marmarameer ermutigte. Die Tatsache, dass Ende der 580er Jahre der Druck der Awaren nachließ, war mehr auf den mittlerweile schlechten Zustand der von den Awaren bei Sirmium errichteten Savebrücken zurückzuführen.
Dennoch war Maurikios darauf bedacht, seine Truppen auf dem Balkan zu verstärken, zumal die slawischen Plünderungszüge unvermindert anhielten. Die dazu erforderlichen Gelder wollte er sich 588 verschaffen, indem er den Sold um ein Viertel kürzte. Da diese Pläne im Ostern 588 zu einer Revolte an der persischen Front führten, die ein volles Jahr dauerte, legte Maurikios sie 589 vorläufig auf Eis und verzichtete auf die Anwerbung neuer Truppen. Die Folge für den Balkan war, dass Maurikios auch in den nächsten drei Jahren nur begrenzte Möglichkeiten zur Eindämmung der Awaren und Slawen hatte.

## Feldzüge 591–595

Die Balkanhalbinsel und die spätrömische Diözese von Thrakien, in der ein Großteil der Feldzüge der Jahre 591–595 stattfand.

590 wurde der Perserkönig Hormizd IV. gestürzt, und sein Sohn Chosrau II. floh zu den Römern. Nachdem diese ihn militärisch unterstützt und wieder auf den Thron in Ktesiphon gesetzt hatten, schloss sich eine mehrjährige Phase friedlicher Beziehungen zwischen den beiden Großmächten an: Als Maurikios im Spätsommer 591 daher einen günstigen Frieden mit Persien schließen und dabei auch Armenien zurückgewinnen konnte, standen ihm nicht nur die erfahrenen Veteranen des Perserkrieges für eine Verlegung auf dem Balkan zur Verfügung, sondern zusätzlich auch armenische Einheiten. Der nachlassende Druck von Seiten der Awaren und Perser ermöglichte es den Römern bereits 590/591, sich auf die Slawen zu konzentrieren und die Lage auf dem Balkan langsam zu bereinigen. Maurikios hatte bereits im Vorjahr, 590, Anchialos und andere Städte in Thrakien persönlich bereist, um den Wiederaufbau und die Befestigung der Region zu beaufsichtigen und seinen Truppen und der Bevölkerung neuen Mut zuzusprechen. Er beschleunigte nach dem Friedensschluss mit Persien diese Entwicklung unverzüglich mit der Verlegung seiner Truppen auf den Balkan.
592 eroberten seine Truppen das offensichtlich zwischenzeitlich erneut von Awaren besetzte Singidunum zurück. Gleichzeitig verfolgten kleinere Einheiten slawische Plünderer in Moesien und stellten die Hauptverbindungsstraßen zwischen den römischen Städten südlich der Donau wieder her und sicherten sie. Ziel des Maurikios war es, zum Schutz vor den Angriffen der Barbaren entlang der Donau von Ost nach West die Donaulinie wiederherzustellen und weiter zu befestigen, so wie es hundert Jahre zuvor Kaiser Anastasius getan hatte. Des Weiteren beabsichtigte er, durch Präventivkriegsführung die Awaren und Slawen von römischem Gebiet fernzuhalten und durch die Möglichkeit der Plünderung im Feindesland die Feldzüge für die Soldaten attraktiver zu machen. Diese Strategie der offensiven Verteidigung, die den Krieg in das Barbaricum tragen und der Rache und Abschreckung dienen sollte, hatten die Römer an Rhein und Donau jahrhundertelang verfolgt; nun griff Maurikios sie wieder auf.
Sein Feldherr Priskos ging daher zunächst im Frühjahr 593 dazu über, die Slawen systematisch an der Überquerung der Donau zu hindern. Er unterband die Angriffe der Slawen auf Moesien und besiegte sie mehrfach, bevor er ihnen über die Donau in die heutige Walachei nachsetzte, wo er trotz der waldreichen und sumpfigen Gegend slawischen Kriegergruppen weitere Niederlagen zufügen konnte. Er setzte die Operationen bis in den Herbst fort, missachtete jedoch einen Befehl von Maurikios, in der Walachei zu überwintern, um so die kalte Jahreszeit (zugefrorene Flüsse und Sümpfe, entlaubte Bäume) ausnutzen zu können. Begünstigt durch den Rückzug der römischen Truppen in das Winterquartier in Odessos (heute Warna) überquerten Slawen erneut die Donau im Winter um die Jahreswende 593/594, zogen wieder plündernd durch Moesien und Makedonien und verwüsteten im Westen Aquis, Scupi (heute Skopje) und Zaldapa in der Dobrudscha.
594 löste Maurikios Priskos daher ab und ersetzte ihn durch seinen noch unerfahrenen Bruder Petros. Petros konnte sich trotz anfänglicher Schwierigkeiten behaupten. Eine Abteilung seines Heeres besiegte bei Marcianopolis (heute Dewnja) ein slawisches Aufgebot, welches nach den erfolgreichen Plünderungszügen des vergangenen Winters gerade im Begriff war, in die Walachei zurückzukehren. Anschließend patrouillierte Petros die Donau zwischen Asimus (auch Azimuntium genannt; unmittelbar westlich von Novae) und dem Schwarzen Meer. Ende August überschritt er bei Securisca westlich Novae die Donau, gegenüber der Mündung des Aluta, wo ein slawischer Stamm unter Führung seines Führers Peiragastus einen Hinterhalt gelegt hatte. Der Hinterhalt schlug fehl, doch da Petros seine Kavallerie noch nicht auf dem Nordufer der Donau hatte, konnte er den Slawen nicht nachsetzen. Stattdessen drehte er nach Osten und kämpfte sich zusammen mit seiner inzwischen eingetroffenen Kavallerie in mehreren Schlachten bis zum Helibacia durch, wodurch er slawische Vorbereitungen für Plünderungszüge empfindlich stören konnte.
Diese Erfolge ermöglichten es Priskos, der inzwischen den Oberbefehl über ein weiteres Heer flussaufwärts erhalten hatte, 595 entlang des Nordufers der Donau auf Singidunum zu marschieren und im Zusammenwirken mit der oströmischen Donauflotte einen awarischen Angriff auf diese Stadt zu verhindern, ohne dass es zu einer nennenswerten Schlacht kam. Die Tatsache, dass die Awaren anders als 584 die Stadt zerstören und die Bevölkerung deportieren wollten, ist ein Zeichen schwindenden Selbstvertrauens und des Ausmaßes der Bedrohung, die sie in dieser grenznahen Stadt sahen.
Die Awaren vermieden anschließend auch die direkte Konfrontation mit Priskos. Sie änderten ihre Pläne und überfielen Dalmatien, wo sie mehrere Festungen eroberten. Zu keinem Zeitpunkt hatten slawische Einfälle in diese abgelegene und verarmte Provinz bei römischen Heerführern übermäßige Besorgnis erregt. Priskos konnte es sich daher nicht leisten, durch einen Feldzug in Dalmatien die Donaugrenze zu entblößen. Er begnügte sich mit der Entsendung einer kleinen Abteilung, die den Awaren immerhin einen Teil ihrer Beute wieder abnehmen konnte.

## Sogenannte Kampfpause 596–597
Nach dem nur teilweise erfolgreichen Awarenzug in Dalmatien herrschte anderthalb Jahre lang eine relative Ruhe auf dem Balkan. Durch ihre Niederlagen entmutigt, sahen die Awaren größere Aussicht auf Beute im Westen bei den Franken, während die Römer 596 von ihrem Lager in Markianopolis (25 km westlich von Odessos) kleinere Feldzüge am Unterlauf der Donau gegen die Slawen führten, das Engagement der Awaren im Westen jedoch nicht ausnutzten. Nennenswerte Plünderungszüge unternahmen die Slawen in dieser Zeit ebenfalls nicht.

## Awarischer Winterangriff 597–598
Von fränkischen Tributzahlungen gestärkt, nahmen die Awaren im Herbst 597 ihre Feldzüge an der Donau wieder auf und überraschten die Römer. Es gelang ihnen sogar, Priskos in seinem Winterquartier in Tomis einzuschließen. Am 30. März 598 brachen die Awaren die Belagerung von Tomis aber ab, da Komentiolos mit einem Heer von neu rekrutierten Soldaten über das Balkangebirge zur Donau bis Zikidiba nahe beim heutigen Medgidia marschierte und sich damit bis auf 30 km Tomis näherte. Aus unerklärlichen Gründen setzte Priskos den Awaren nicht nach, so dass Komentiolos – auf sich allein gestellt – nach Iatrus ausweichen musste, wo seine unerfahrenen Truppen von den Awaren zersprengt wurden und sich über das Balkangebirge nach Süden durchschlagen mussten. Die Awaren nutzten diesen Erfolg aus und stießen bis nach Drizipera bei Arkadiopolis vor und befanden sich damit genau zwischen Adrianopolis und Konstantinopel, wo Teile ihres Heeres und sieben Söhne des Awarenkhagans Baian durch die Pest dahingerafft wurden. Komentiolos wurde kurzzeitig seines Kommandos enthoben und durch Philippikos ersetzt, während Maurikios seine Leibgarde und Freiwillige aus den Zirkusparteien ausrücken ließ, um die „Langen Mauern“ westlich von Konstantinopel zu verteidigen. Durch Tributzahlungen konnten die Awaren zum Abzug bewegt werden. Im gleichen Jahr wurde ein Vertrag mit dem Awarenkhagan geschlossen, der römischen Truppen ausdrücklich Feldzüge in die Walachei erlaubte. Die Römer nutzten das verbleibende Jahr zur Reorganisation ihrer angeschlagenen Heere und zur Analyse der Gründe für das Debakel. Priskos rückte in den Raum Singidunum vor und überwinterte 598/599 dort. Unklar ist, ob die Awaren während der Friedensverhandlungen den Freikauf von 12.000 römischen Kriegsgefangenen anboten, und sie nach Maurikios’ Weigerung hinrichteten.

## Feldzüge 599–602
Im Sommer 599 brachen die Römer den Friedensvertrag. Priskos und Komentiolos zogen mit ihren Heeren flussabwärts zum nahe gelegenen Viminacium und setzten dort über die Donau. Am Nordufer besiegten sie die Awaren zum ersten Mal in offener Feldschlacht in deren eigenem Land. Hierbei fielen weitere Söhne des Awarenkhagans Baian. Priskos stieß sodann in die pannonische Tiefebene und damit in das awarische Kernland vor. Während Komentiolos in der Nähe der Donau verharrte, schlug Priskos die Awaren tief im Inneren ihres Reiches. Anschließend verwüstete Priskos weite Landstriche östlich der Theiß, so wie es Awaren und Slawen vorher auf dem Balkan getan hatten. Einzelne Awarenstämme und die von ihnen beherrschten Gepiden erlitten besonders hohe Verluste. Zwei Schlachten an der Theiß endeten ebenfalls mit awarischen Niederlagen.
Des Weiteren konnte Kallinikos, der Exarch von Ravenna, im Jahr 599 slawische Einfälle in Istrien abwehren.
Im Herbst 599 öffnete Komentiolos die seit Jahrzehnten nicht mehr genutzte Trajanische Pforte (die möglicherweise mit dem Schipkapass identisch ist) erneut, während im Jahre 601 Petros zur Theiß vorstieß und die Awaren von den Stromschnellen fernhielt, deren Besitz für den Zugang der römischen Donauflotte zu den Städten Sirmium und Singidunum unabdingbar war. 602 konnten die Slawen in der Walachei entscheidend geschlagen werden, während das Awarenreich durch die Anten bedroht wurde und infolge von Aufständen der Teilstämme auseinanderzubrechen drohte. Eine Gruppe von Awaren verließ sogar das Khaganat, um sich auf die Seite des Kaisers zu schlagen. Die Römer konnten nun die Donaulinie wieder weitgehend halten. Im Ergebnis zahlte sich die aggressive „Verteidigung des römischen Reiches in der Walachei und in Pannonien“ aus.

## Überwinterungsbefehl vom Herbst 602
Als Maurikios im Herbst 602 erneut einen Winterfeldzug befahl, löste er eine Meuterei seiner Armee aus, die sich möglicherweise erst nach Überwindung einigen Widerwillens zur offenen Revolte auswuchs. Um die Motive des Befehls ranken sich Spekulationen; Einsparungen bei den Kosten für Winterquartiere, jahreszeitlich bedingte taktische Vorteile gegen irreguläre Kräfte und Verhinderung eines neuen awarischen Überraschungsangriffes im Winter kommen als Motiv in Frage. Im Gegensatz hierzu sind die Folgen des Befehls bekannt: Sturz und Tod des Kaisers; er wurde im November durch den Unteroffizier Phokas ersetzt.

## Der Balkan nach 602
Maurikios hatte die Lage auf dem Balkan bereinigt und den Plünderungszügen der Awaren und Slawen zunächst ein Ende gemacht. Er war somit seit Anastasios I. der erste Kaiser, der die Befriedung der Balkanprovinzen für sich verbuchen konnte. Damit standen die römischen Balkanprovinzen an der Schwelle einer möglichen Erholung. Sie bedurften aber eines Wiederaufbaus und einer Neubesiedlung der entvölkerten Landstriche. Hierfür hatte Maurikios Pläne parat; Armenier sollten als Wehrbauern auf dem Balkan angesiedelt und die bereits eingewanderten Slawen romanisiert werden. Mit seinem Sturz wurde dies letztendlich Makulatur, ebenso wie die Fortsetzung der Feldzüge und die damit einhergehende Vernichtung des Awarenreiches. Der neue Kaiser Phokas musste nämlich in seiner Regierungszeit (602–610) erneut gegen die Perser kämpfen, die bereits in der ersten Phase des Krieges Armenien besetzen konnten. Des Weiteren hatte eine Meuterei gegen die Auswüchse der Feldzüge ihn gerade an die Macht gebracht. Aus genannten Gründen war Phokas gezwungen, die aggressive Verteidigung und ebenso die Ansiedlung armenischer Wehrbauern aufzugeben. Somit musste er als Preis für seine Machtergreifung auf die Früchte des Sieges auf dem Balkan verzichten. Die Folge war ein Niedergang der römischen Herrschaft und damit auch das Ende der Antike auf dem Balkan.

### Balkanfeldzüge des Phokas – Ruhe vor dem Sturm 602–612 (oder 615)
Die noch immer weit verbreitete Annahme, dass die römische Herrschaft bereits unmittelbar im Anschluss an den Sturz des Maurikios zusammenbrach, ist widerlegt.
Phokas setzte die Feldzüge in nicht näher bekanntem Umfang zunächst fort und dürfte erst ab 605 Truppen vom Balkan an die persische Front verlegt haben. Doch spricht gegen eine völlige Entblößung des Balkans auch nach 605 vielleicht die thrakische Herkunft des neuen Kaisers. Plünderungszüge der Awaren und Slawen oder gar ein Zusammenbruch während seiner Herrschaft sind auch nicht durch archäologische Funde wie etwa Münzhortungen belegt. Demgegenüber ist bekannt, dass Flüchtlinge aus Dardanien sowie aus „Dakien“ und „Pannonien“ erst unter seinem Nachfolger Herakleios (610–641) in Thessalonike Zuflucht suchten. Vor dem Hintergrund dieser Quellenlage erscheint sogar eine weitere Erholung der Balkanprovinzen unter der Herrschaft des Phokas denkbar. Nachweislich sind einige Festungen entweder unter Maurikios oder Phokas wieder aufgebaut worden. Dies darf jedoch nicht darüber hinwegtäuschen, dass die mehr oder minder erzwungene Untätigkeit des Phokas auf dem Balkan den Verlust der Balkanprovinzen einleitete.

### Große Slawen- und Awarenstürme 612–626
Es dürfte wohl erst Herakleios gewesen sein, der alle Truppen vom Balkan abzog – denn durch den Sturz des Phokas und die damit einhergehenden Bürgerkriegswirren verschlechterte sich die militärische Lage im Osten gegenüber Persien in einem bisher nie da gewesenen Maße (siehe Römisch-Persische Kriege). Weite Teile der römischen Orientprovinzen drohten endgültig an die Sassaniden unter Chosrau II. zu fallen, weshalb Herakleios Truppen von anderen Grenzgebieten abziehen musste, bevor der Kaiser sie 628 zum Frieden zwingen konnte. Zu diesem Zeitpunkt waren sowohl Ostrom als auch Persien vom jahrzehntelangen Ringen militärisch und ökonomisch erschöpft.
Neben der Ermutigung der Awaren durch ihre Erfolge gegen die Langobarden in Friaul 610 und gegen die Franken 611 könnte dies der Grund dafür gewesen sein, weshalb die Awaren und Slawen ihre Einfälle auf dem Balkan nach der Machtübernahme von Herakleios erneuerten, frühestens ab 612. Damit deckt sich auch der Umstand, dass die Chroniken erst in den 610er Jahren von neuen Plünderungszügen berichten, denen Städte wie Justiniana Prima oder Salona dann zum Opfer fielen. Wann welche Gegend von den Slawen „überschwemmt“ wurde, ist nicht bekannt. Lediglich einzelne Ereignisse ragen heraus; die Zerstörung von Novae nach 613, die Eroberung von Naissus und Serdika (Sofia) sowie die Zerstörung von Justiniana Prima 615, weitere drei Belagerungen von Thessalonike (610?, 615 und 617), die Schlacht von Herakleia am Marmarameer 619, Plünderungszüge auf Kreta 623 und die Belagerung von Konstantinopel (626). Ab 620 belegen archäologische Funde die Ansiedlung der Slawen in den entvölkerten Regionen des Balkans.

### Allmählicher Niedergang des römischen Balkans nach 626
Einige Städte überlebten jedoch die Awaren- und Slawenstürme und konnten sich dank der See- und Flussverbindungen mit Konstantinopel noch lange halten. So berichten Chroniken um 625 von einem römischen Festungskommandanten Singidunums. Aber auch an schiffbaren Nebenflüssen der Donau hielten sich römische Siedlungen, etwa das heutige Weliko Tarnowo an der Jantra, in dem sich eine im siebten Jahrhundert erbaute Kirche befindet.
Herakleios nutzte das kurze Zeitfenster zwischen dem Frieden mit Persien 628 und dem Einfall der Araber 634 zur Wiederherstellung der oströmischen Herrschaft auf dem Balkan, was vor allem durch den Bau der Festung Nikopolis 629 belegt ist. Des Weiteren siedelte Herakleios die Serben in Illyrien und die Kroaten in Dalmatien und Unterpannonien als Foederaten gegen die Awaren an, die 630 das unter byzantinischer Oberhoheit stehende Gebiet auch im Westen bis an die Save ausdehnten. Da er jedoch anschließend durch den Kampf gegen die Araber im Osten gebunden war, konnte er sein Vorhaben nicht vollenden. Die oströmische Herrschaft in den ländlichen Gebieten des Balkans blieb auf Erfolge kurzer Sommerfeldzüge beschränkt. Die Städte, die von der Polis im antiken Sinne zum Kastron degeneriert waren, konnten nicht wieder aufblühen und somit auch nicht ihre kulturelle Ausstrahlung neu entfalten. Die Folge war eine Assimilierung der verbleibenden römischen Provinzialbevölkerung durch die slawischen Neusiedler. Dennoch bewahrten einige Städte entlang der Donau und ihrer Nebenflüsse in Moesien ihren römischen Charakter noch bis zum Einfall der Protobulgaren im Jahr 679 und standen bis zu diesem Zeitpunkt noch unter byzantinischer Herrschaft.
Der Umstand, dass die Protobulgaren bei Gründung ihres Reiches am Unterlauf der Donau zunächst als Amts- und Verwaltungssprache auch eine Art derangiertes Griechisch nutzten, zeigt, dass es auch nach 679 römische Bevölkerung und Verwaltungsstrukturen in Moesien gab. In Dalmatien hielten sich romanische Idiome (Dalmatisch) sogar noch bis zum Ende des 19. Jahrhunderts, während in Makedonien die Vorfahren der heutigen Aromunen als Wanderhirten überlebten. Umstritten ist bis heute, ob auch die Rumänen von den Resten der römischen Provinzialbevölkerung südlich der Donau abstammen (so die von Robert Roesler entwickelte Migrationstheorie, vgl. aber die Dako-romanische Kontinuitätstheorie). In Mittelalbanien hielt sich eine weitere, zunächst völlig unbeachtete Bevölkerungsgruppe, die über die vielen Jahrhunderte römischer Herrschaft sogar ihre vorromanische Sprache bewahren konnte und aus der die heutigen Albaner hervorgingen. In allem war der Niedergang der römischen Macht wohl ein langsamer Vorgang, der nur deshalb vonstattenging, da Byzanz nicht genug Truppen zur Verfügung hatte, um flächendeckend die Verbindungswege zwischen den Städten zu sichern. Daher konnte Byzanz die Oberhoheit über die Balkanslawen immer nur örtlich und zeitlich begrenzt in eine Herrschaft verwandeln, die so die Grundlage für die Assimilierung von Balkanslawen geschaffen hätte.
Die in den 630er Jahren einsetzende Islamische Expansion, welche zum Verlust aller (ost-)römischen Orientprovinzen führte, und die damit einhergehende ständige Bedrohung des strategisch wichtigen Kleinasiens durch die Araber, hatte somit auch für den Balkan Folgen. Es sollten noch Jahrzehnte vergehen, bevor Byzanz hier wieder in die Offensive gehen konnte und sukzessive Teile der von den Slawen beherrschten Gebiete (Sklavinien) zurückerobern konnte. Soweit jedoch Byzanz im Osten Atempausen vergönnt waren, nutzte es jede Gelegenheit, um Slawen zu unterwerfen und teilweise nach Kleinasien umzusiedeln. So gelang – um zwei Jahrhunderte verzögert – zumindest in Griechenland und Thrakien eine Rehellenisierung, während die Bulgaren bis zum Ende des 9. Jahrhunderts den größten Teil des vormals oströmischen Balkans eroberten. Weitere Jahrhunderte sollten vergehen, bis Basileios II. die Balkanhalbinsel wieder vollständig unter byzantinische Herrschaft bringen konnte.

## Folgen der Balkanfeldzüge

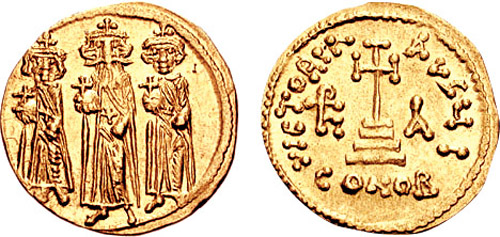
Ein Solidus, auf dem Heraklios mit seinen Söhnen Konstantin III. und Heraklonas abgebildet ist

Schlussendlich wurden die Erfolge der Feldzüge des Maurikios von Phokas vertan. Der von Maurikios geplante Wiederaufbau der Infrastruktur blieb zum großen Teil aus, ebenso die Wiederbesiedlung. Herakleios konnte sich noch weniger um die Balkanhalbinsel kümmern. Daher verbleibt als unmittelbare Folge nur die Verzögerung der slawischen Landnahme um rund zwei Jahrzehnte. Aus diesem Grund werden die Feldzüge in großen Teilen der Literatur fälschlicherweise als Misserfolge abgehandelt.
Langfristig dürfte sich der Umstand ausgewirkt haben, dass in der Spätphase ab 599 die Awaren in ihrem eigenen Land geschlagen wurden und nicht in der Lage waren, sich selbst und ihre Untertanen zu beschützen. Sie galten bis zur Schlacht bei Viminacium als unbesiegbar und konnten sich eine gründliche Ausbeutung der unterworfenen Völker leisten. Als dieser Nimbus zerstört war, brachen erste Aufstände aus. Sie konnten zwar ab 603 zunächst niedergeschlagen werden; außerdem konnten die Awaren gegen Langobarden, Franken und Oströmer weitere Erfolge erzielen. Allerdings gelang es ihnen nicht, den Nimbus wiederherzustellen, was allein durch die 623 beginnenden Aufstände eines Teils der Slawen unter Führung des fränkischen Kaufmanns Samo belegt wurde. Diese Aufstände geschahen schon vor der awarischen Niederlage vor Konstantinopel und können allein schon aus diesem Grunde nicht, wie im Schrifttum gerne suggeriert wird, eine Folge der gescheiterten Belagerung sein.
Damit waren die Erfolge von Maurikios der Anfang vom Ende der awarischen Vormachtstellung, deren Schwinden für Ostrom/Byzanz dem Ende der awarischen Bedrohung gleichkam, wenn die Macht des Khaganats auch erst nach der erfolglosen Belagerung Konstantinopels zusammenbrach und das Awarenreich erst exakt 200 Jahre später durch Feldzüge Karls des Großen (791–803) und durch den Bulgarenkhan Krum vernichtet wurde.